# Brandada de bacallà
La brandada (o abrandada) de bacallà, cimitomba o sacsacollons és una plat elaborat amb bacallà que tradicionalment es fa pràcticament arreu de Catalunya i que, malgrat ser un plat de secà (el bacallà sec solia ser el peix menjat a l'interior, mentre que a la costa se sol preferir el fresc), també es fa a la costa mediterrània catalana, i en general al llarg de tota la costa nord-occidental mediterrània, del País Valencià a la Ligúria. A pagès es menjava molt sovint, tant els divendres i durant la quaresma (dies de peix, en els quals l'Església prohibia menjar carn) com, també els altres dies, als sopars quotidians.

## Etimologia
Segons el diccionari català-valencià-balear, brandar és "moure alternativament de banda a banda" o "moure's alternativament i repetidament en sentits contraris". Al català ha arribat per via del mot germànic brand, que significa tió encès o espasa.
El mot brandar és comú a les llengües catalana i occitana (en occità, brandar és 'agitar, remenar' i abrandar es 'incendiar, inflamar') i fa referència al moviment que cal fer amb la mà de morter, que s'associa al batall de les campanes quan sonen i al "batall masculí". mateix. És un plat que tradicionalment feien els homes, atès que se suposava que sublimava la masturbació masculina. El mot brandar significa sacsejar i tombar o fer voltes de dalt a baix, i té incontestablement, com també el mot brandada, una relació molt íntima amb els genitals masculins, el nom del plat és, en català i occità, un referent sexual explícit. Aquest plat té doncs altres noms ben descriptius, per exemple, a Castelló de la Plana es diu sacsacollons, a Tossa de Mar, cimitomba (també amb segons sentits); brand cujun en occità de la Ligúria; i bacallà a la brandi colloni o a la grandi colloni, al Vallès i al Maresme.
La paraula “brandada”, com la paella, el matelote i altres, no té traducció a cap llengua. En francès, a França, el mot brandade ha estat pres de l'occità brandada, mentre que al castellà, a Espanya, brandada és directament igual que el mot català. El bacallà en francès es diu morue i en occità merluça. A França, al segle xix, el baró de Brisse escrivia cada dia una recepta del món al diari La Liberté i d'aquestes receptes hom en va fer un recull l'any 1868. Una d'aquelles explicava la manera de condimentar el que anomenava brandade de bacalao, però en francés actual es diu brandade de morue.

## Descripció

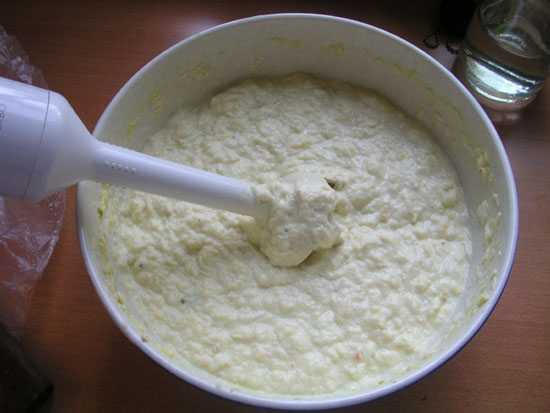
Com l'allioli i la maionesa, és una preparació que tradicionalment es preparava al morter i que avui és molt més ràpid de fer amb batedora

El plat és un bacallà només lleugerament bullit, escorregut i emulsionat amb oli d'oliva, de vegades una mica de l'aigua de cocció (a la qual s'hi poden afegir cebes), i pot ser condimentat amb all i julivert. Es pot acompanyar de patates bullides a la mateixa aigua que el bacallà. La brandada no conté mai llet, ni nata, ni mantega, ni formatge ni cap altre producte lacti, barreges inacceptables amb el peix a la gramàtica de la cuina catalana ni occitana, ni mediterrània en general, i que contradiuen l'origen, gust i tradició del plat, nascut i popularitzat com a plat de dies als quals no es poden menjar productes d'origen animal a part del peix (el peix és un símbol del cristianisme). La seva textura ha de ser cremosa, la brandada tradicional s'assembla més a una maionesa o a un allioli que a un puré de patata. A la Catalunya Nord de vegades s'acompanya amb olives, a més de les patates i el pa torrat. La manera tradicional de presentar-la a taula és en forma de piràmide, o munt de forma cònica, però ara se sol servir en cassoletes individuals.
En algunes receptes contemporànies en altres indrets, per exemple al País Basc, per a suavitzar el seu contingut en greix (o, en certs restaurants, per a abaratir-ne el cost) es pot afegit una patata petita cuita. Els pescadors catalans i valencians, la fan tradicionalment al morter, posant el bacallà i l'oli d'oliva i sasejant i barrejant tot, però actualment es munta també amb un túrmix o batedora elèctrica. Cal recordar però, que "una brandada no és un puré de patates amb bacallà".

## Origen

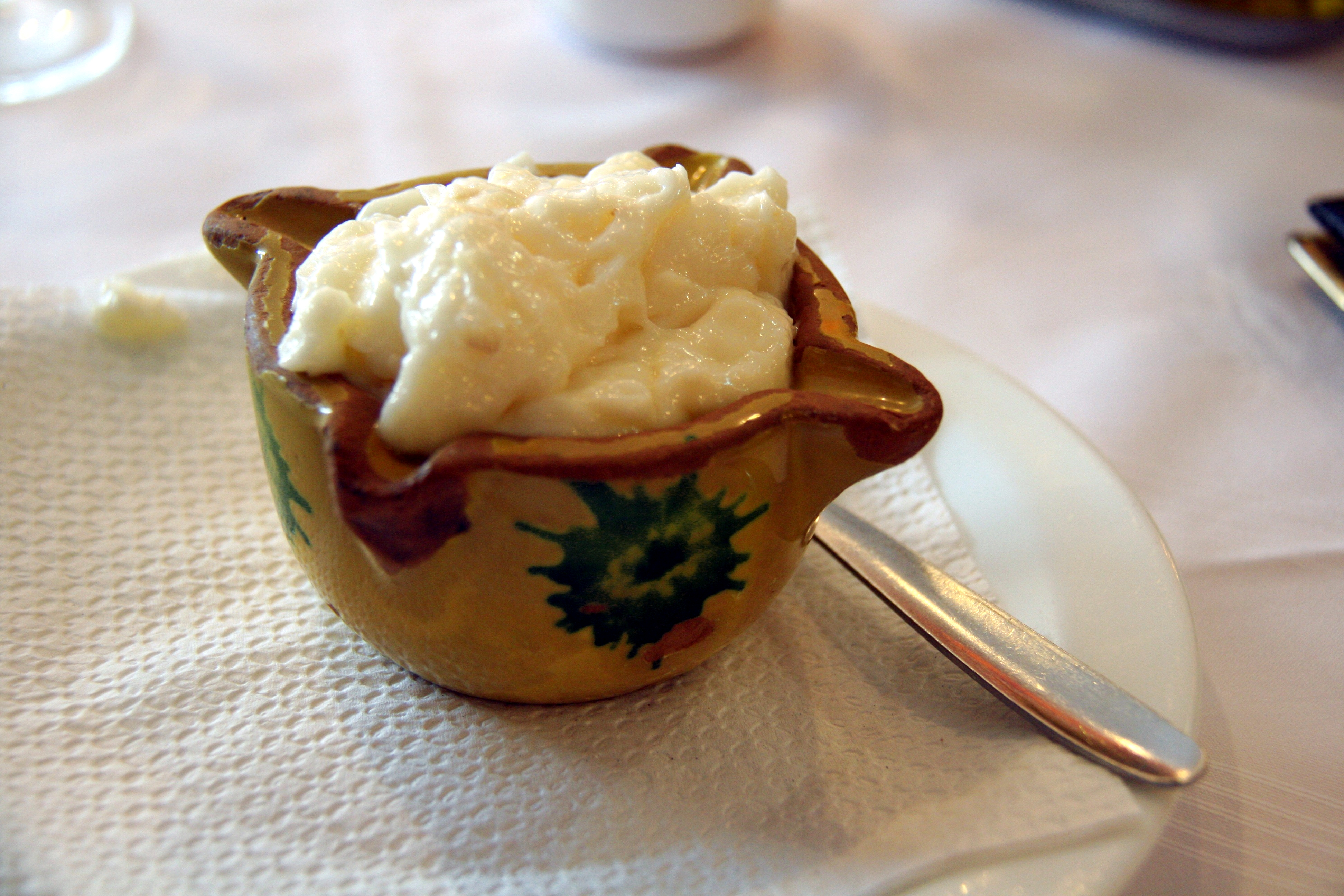
Allioli

Aquest plat és originari, al mateix temps, de Catalunya i de Provença. El seu origen pot ser una variant de l'allioli apareguda amb la introducció del bacallà a aquestes terres, és a dir almenys al segle xvi. Existeixen documents que descriuen brandades però a les quals se les assigna altres noms. És el que passa, per exemple, al primer recull de receptes populars i tradicionals menorquines, el De re cibaria (1923), al qual hi ha una versió de brandada de bacallà que conté també carxofa, una variant que no es coneixia al continent, i que consta amb l'enganyós nom de pilotetes. La brandada com a tal apareix documentada per escrit en català, per exemple, en un manuscrit de cuina de l'any 1831 o al Coses viscudes (1927) de Santiago Rusiñol, en diverses ocasions a la literatura catalana. A final del segle xviii, amb la Revolució Francesa, el plat va arribar a París i des d'allà es va donar a conéixer a la resta de França. De Catalunya, al segle xix, la brandada va ser coneguda a Cuba, i després en altres països del Carib, on de cops es fa amb peixos diferents del bacallà. A Espanya, la brandada es va estendre ultrapassant els Pirineus fins al País Basc, fent el camí invers del que havia fet el bacallà, i al segle xx es va popularitzar a la resta de l'estat, principalment gràcies a la feina didàctica i divulgativa d'alguns cuiners als mitjans de comunicació.

## Nutrició
La brandada de bacallà és un plat altament nutritiu, amb moltes proteïnes, greixos i (pel pa i patates) hidrats de carboni. A més, malgrat el seu aspecte suau i lleuger, omple molt. Si s'ha d'afegir un acompanyament és recomanable que sigui una amanida fresca senzilla (per exemple, enciam), hortalisses o fruita. És un plat que, per la seva textura i tractar-se d'un bullit, poden menjar les persones de qualsevol edat.
El bacallà aporta proteïnes d'alt valor biològic, vitamines del grup B, minerals (iode, fluor, zenc) i greixos insaturats de tipus omega 3. Aquests darrers ajuden a la prevenció i tractament de les malalties cardiovasculars. Resulta una aportació de proteïnes sense riscos per la salut, ja que el teixit connectiu del peix es digereix millor que el de la carn.

## Gastronomia

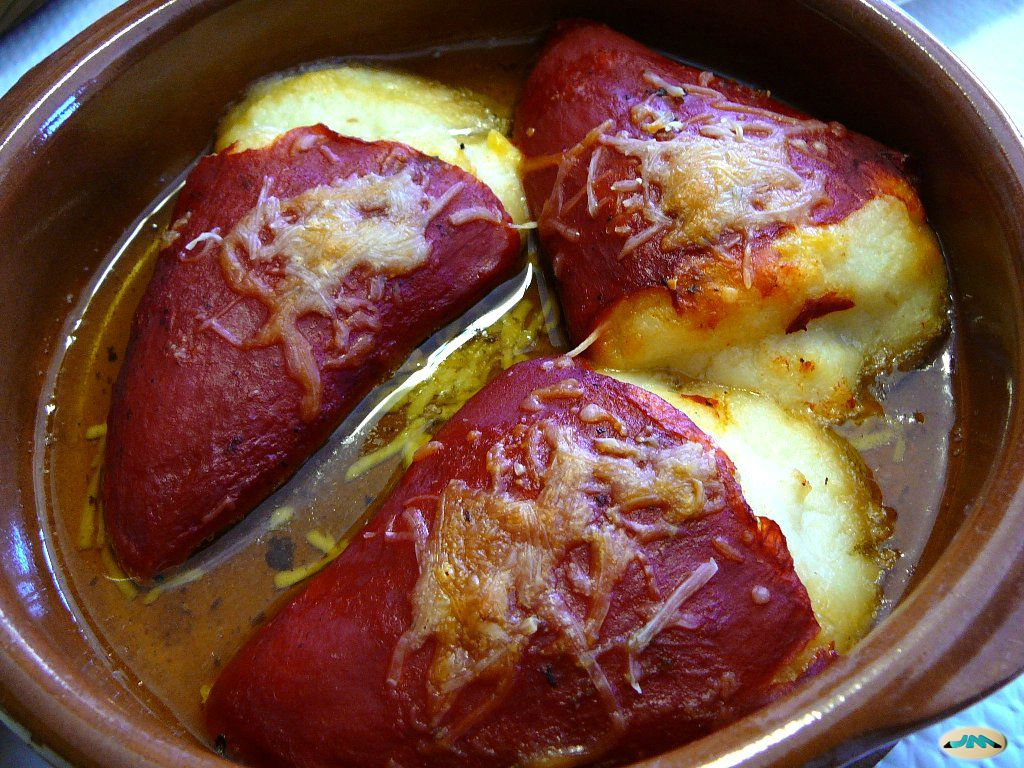
Pebrots farcits de brandada

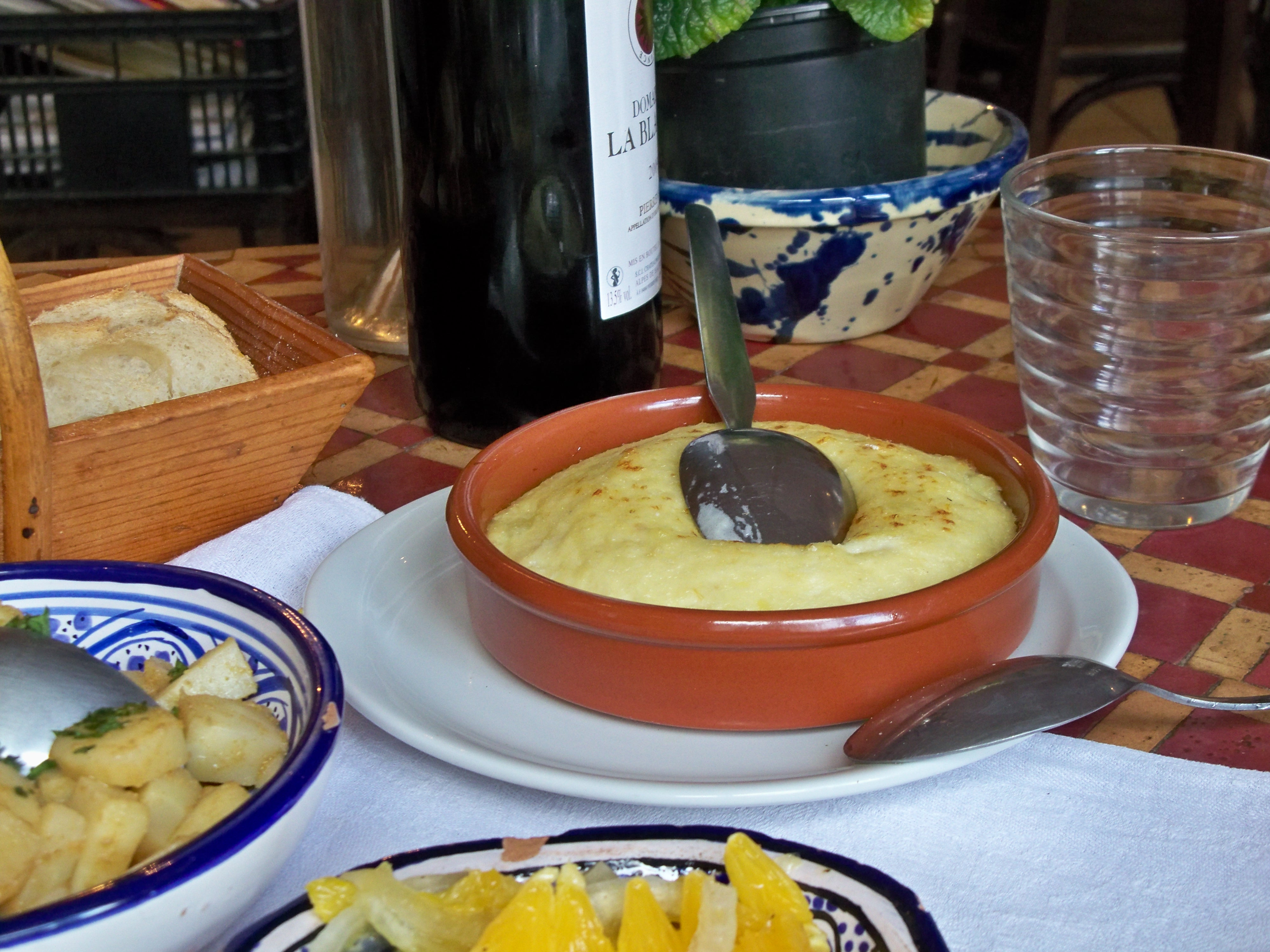
Brandada servida en un restaurant

La brandada es menja calenta o tèbia; com a plat, acompanyat sovint de pa o de patates cuites amb pell obertes per la meitat, o bé com a mullador. Actualment, algunes persones de vegades la mengen barrejada amb pasta, macarrons o espaguetis, que substitueixen les patates d'acompanyament, per a canviar una mica de tant en tant. Una altra manera de canviar és substituir les patates o el pa per cigrons, com fan de vegades les cuineres de Sils.
És bastant típica sobre torrades o torradetes, sense res més, o de vegades sucades amb tomàquet, o de vegades cobertes amb samfaina, o sobre mitges patates bullides, cuites al caliu o, modernament, al microones. Menys vegades es menja sobre un llit de llesques fines de patates i ceba freixides, coberta amb pa ratllat, all i julivert picats i tot gratinat al forn. També s'utilitza com a farsa, sobretot de canelons, de fruites (poma, pera, codony) cuites a la paella o en cassola de fang, i d'hortalisses: carxofa, pebrot, tomàquet, albergínia; aquestes es poden coure al forn o típicament -en especial els pebrots verds i els pebrots del piquillo- s'arrebossen i es fregeixen en oli d'oliva. La brandada de bacallà era una alternativa més econòmica a la llagosta o llagostins de l'anomenada truita benedictina, una truita d'aquests productes que es menjava prop de Montserrat, tant a la quaresma com a grans àpats familiars i que apareix a La Teca (1924). Per Nadal, en algunes cases, es guarnia la brandada amb làmines de tòfona d'hivern fresca, resultant llavors una brandada veritablement sumptuosa, encara que popularment s'anomeni "brandada de dol".
Al nord de França s'ha adaptat la recepta als gustos locals. Així, la brandada se sol menjar sobre puré de patates i mantega, o bé s'hi barreja, i després gratinada. Altrament s'usa, barrejada prèviament amb molt puré de patata, llet i mantega, per a farcir pebrots del piquillo escalivats (comprats en conserva), que es mengen sense arrebossar, freds o escalfats al forn. Els pebrots del piquillo farcits d'aquesta versió de brandada, al nord de França i en francès, es considera un plat, dit piquillos.

## Plats semblants
hi ha molts plats tradicionals als Països Catalans i països veïns fets a base de bacallà amb oli d'oliva i all (i julivert) o patata. A la comarca del Bages, per exemple, existeix una variant de l'empedrat que consisteix simplement a substituir les mongetes seques per patates tallades a dauets. A Portugal hi ha moltíssims plats fets amb bacallà bullit, sovint amb oli d'oliva, all i julivert picat, amb patates, amb cigrons, amb fesolets, o una mica de cada. A Castella existeix l'atascaburras, que s'assembla a la brandada.